# 101-й кілометр
Сто перший кілометр — жаргонізм, що означав спосіб обмеження прав, який застосовувався в СРСР до окремих категорій громадян. Їм заборонялось селитися в межах 100-кілометрової зони навколо Москви, Ленінграда, столиць союзних республік, інших великих, а також «закритих» міст. Подібному виселенню підлягали переважно непрацюючі громадяни («тунеядці»), дисиденти, рецидивісти та засуджені за особливо тяжкі злочини. В роки політичних репресій на 101-й кілометр відправляли членів сімей репресованих за ст. 58 КК РРФСР.
На території Росії така практика була остаточно припинена в 1995 році.